# روجر هرنانديز
روجر هرنانديز (بالإنجليزية: Roger Hernandez)‏ هو سياسي أمريكي، ولد في 29 يوليو 1975 بإل مونتي في الولايات المتحدة. حزبياً، نشط في حزب كاليفورنيا الديمقراطي ‏ والحزب الديمقراطي. وقد انتخب عضو جمعية ولاية كاليفورنيا.

## وصلات خارجية
- الموقع الرسمي